# Sterna hirundo
La sterna comune (Sterna hirundo Linnaeus, 1758), è un uccello della sottofamiglia Sterninae nella famiglia Laridae. È conosciuta anche come rondine di mare per il suo modo di volare particolarmente agile. È una delle sterne più abbondanti e si caratterizza per i tuffi spettacolari che è in grado di fare durante il volo di foraggiamento. La sua notevole abilità di manovra in volo è dovuta alla lunga coda forcuta.

## Descrizione

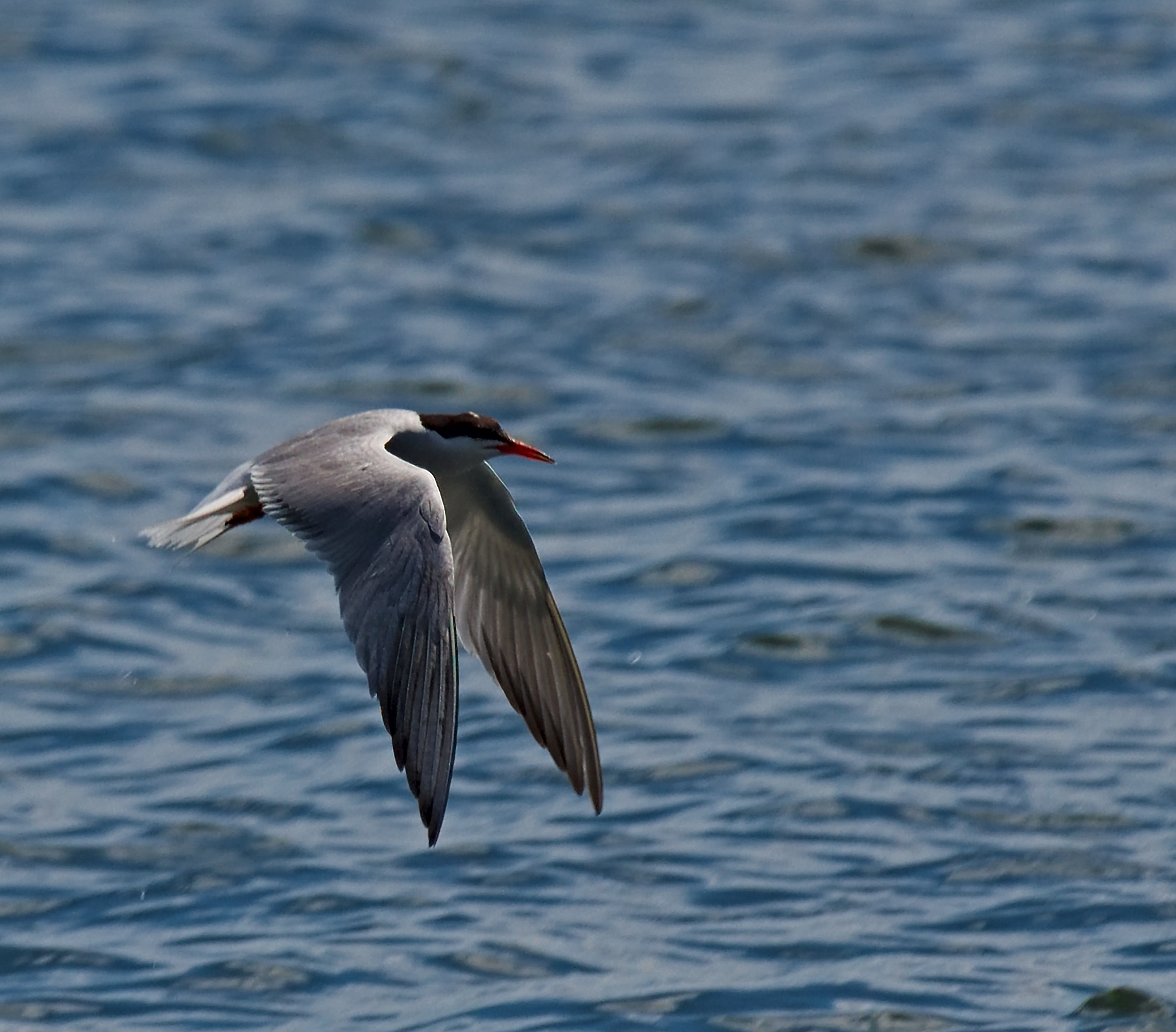
Sterna comune in volo.

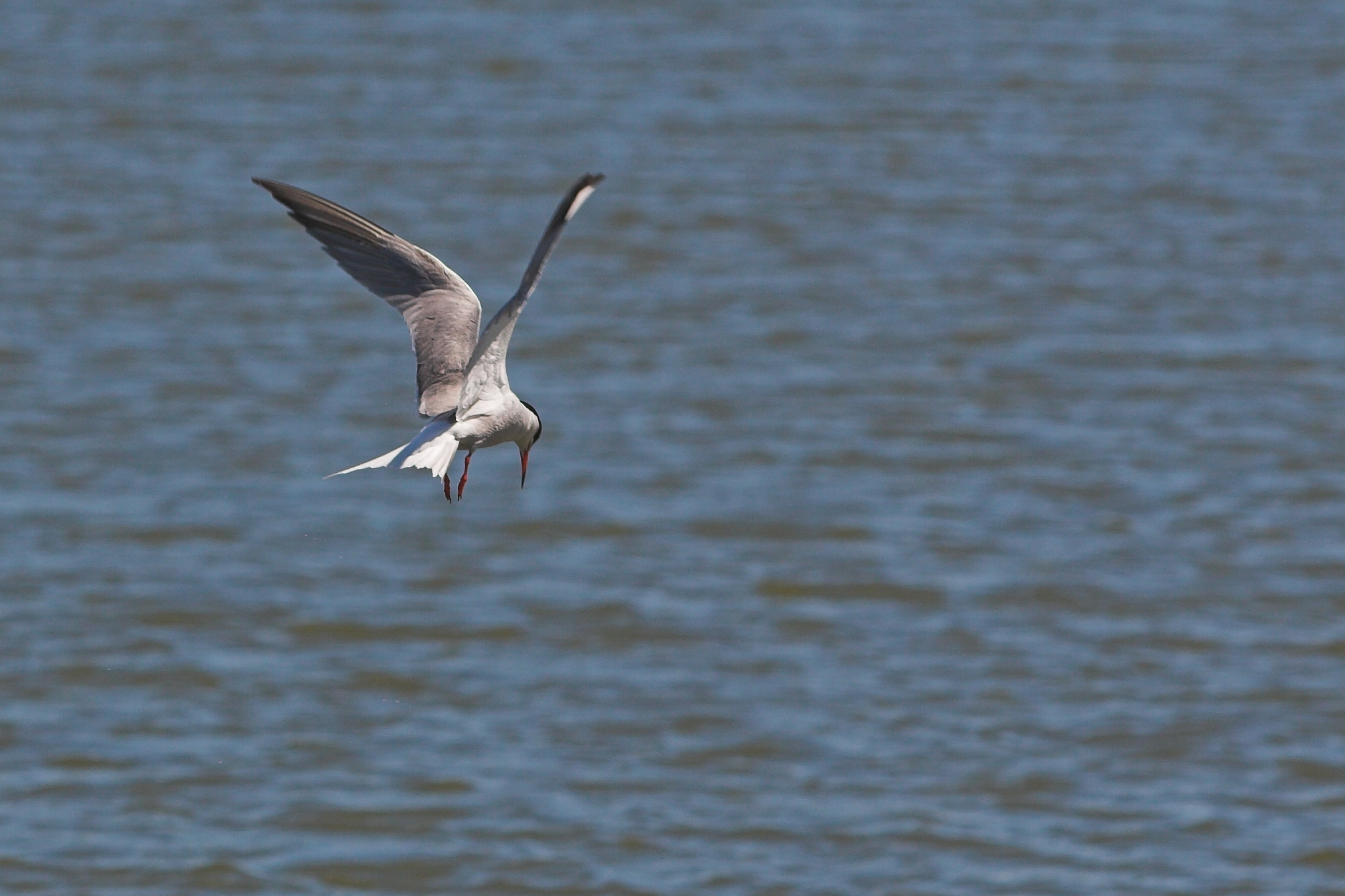
Sterna hirundo che esegue lo "Spirito Santo" in cerca di prede.

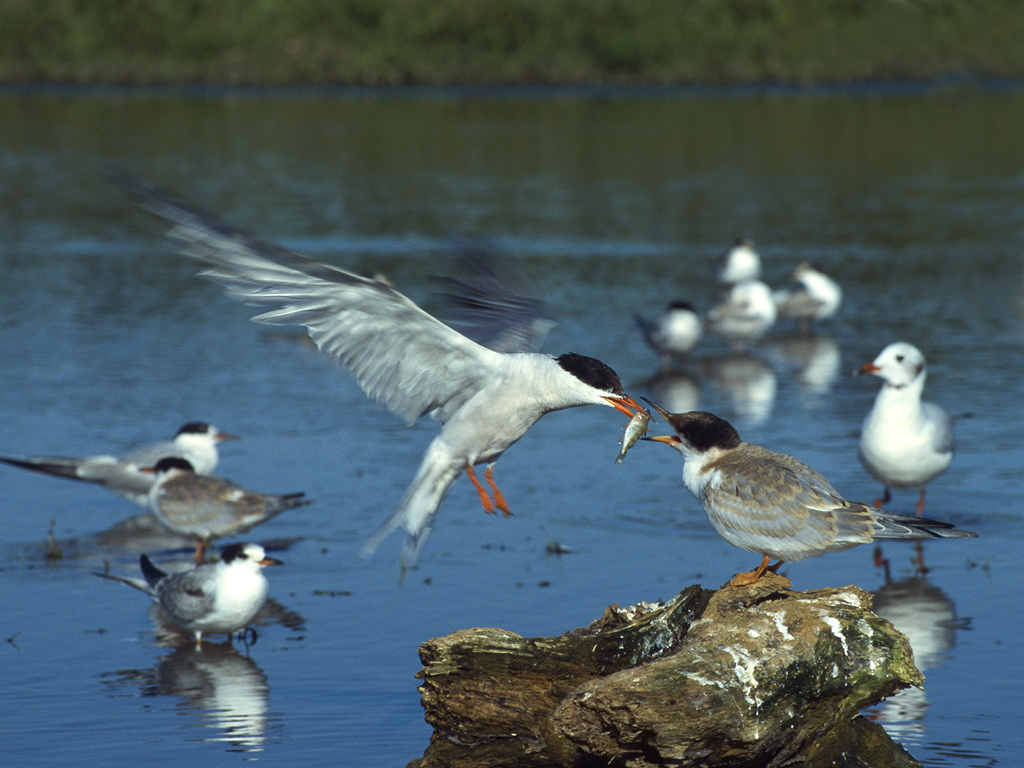
Mentre nutre un giovane.

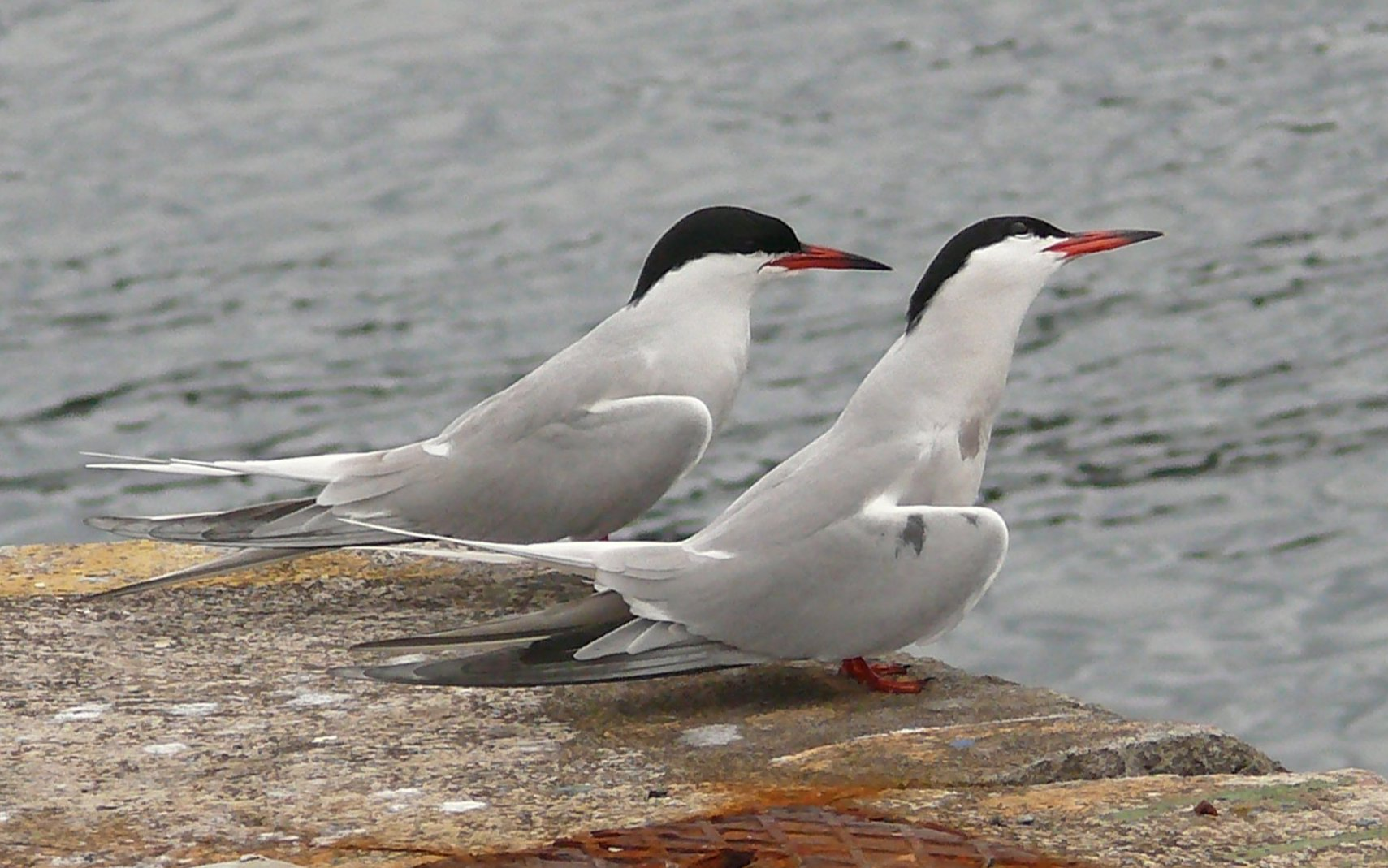
Coppia di rondini di mare durante il corteggiamento (maschio sulla destra).

S. hirundo è una sterna di dimensioni medio-piccole, lunga 34–37 cm (inclusa la coda), con un'apertura alare di 73–81 cm e un peso di 100-150 g. All'interno delle aree di sovrapposizione dei range di distribuzione è spesso facilmente confusa con le due specie simili: la sterna codalunga (Sterna paradisaea) e la sterna di Dougall (Sterna dougalli).
Il becco è sottile e appuntito di colore rosso corallo e con la punta nera. Anche le zampe sono di colore rosso arancio e si distinguono da quelle della sterna di Dougall per la loro maggiore lunghezza. Il corpo è prevalentemente bianco con dorso e parte superiore dell'ala grigio perla, sottoala grigio tenue e punta dell'ala (le penne remiganti) tendente al nero. La parte superiore del capo e la nuca sono nere e formano un ampio cappuccio.
Rispetto al fraticello la coda è molto più forcuta; inoltre negli uccelli posati si può osservare come essa arrivi solo fino alla punta delle ali mentre nella sterna codalunga e nella sterna di Dougall arriva a superare tale punto. Gli adulti in abito post nuziale e i giovani hanno la nuca nera e il becco scuro, e il nero sulla testa non raggiunge la base del becco. I giovani hanno le parti dorsali rossicce, tendenti al marrone, fronte bianca e becco scuro con la base aranciata e si differenziano da quelli di sterna di Dougall per la mancanza di screziature marcate sulla pagina superiore delle ali. Ci vogliono tre anni perché il piumaggio adulto sia completo.

## Distribuzione e habitat
La sterna comune ha una distribuzione circumpolare e si riproduce nelle regioni temperate e sub-antartiche di Europa, Asia e Nord America. È una specie fortemente migratoria che sverna negli oceani tropicali e subtropicali. Neartico e paleartico.
Il suo habitat naturale è rappresentato dalle coste dei mari e dei laghi di quasi tutta Europa.

## Biologia

### Canto
Le colonie sono molto rumorose. La specie presenta diversi tipi di richiamo. Tra questi troviamo un rapido e acuto 'kit', rapide serie di 'kt-kt-kt-kt-...' durante le contese, e un tipico 'kierri-kierri-kierri-...' con alcune variazioni. Il richiamo di allarme è un disillabico, prolungato 'kreee-arrr' o un chiaro 'chip!'. Il canto assomiglia a quello della sterna codalunga ma ha un tono più grave ed è meno stridente.

### Alimentazione
Prevalentemente ittiofaga, la Sterna comune è abbastanza versatile nella dieta che può essere convertita rapidamente a seconda delle disponibilità alimentari. Preda soprattutto piccoli pesci, ma tra i suoi cibi preferiti troviamo anche crostacei e molluschi.
Cattura le prede con il becco tuffandosi nell'acqua dopo averle individuate sorvolando la superficie e facendo lo "Spirito Santo". Occasionalmente si nutre anche di insetti durante il volo.

### Riproduzione

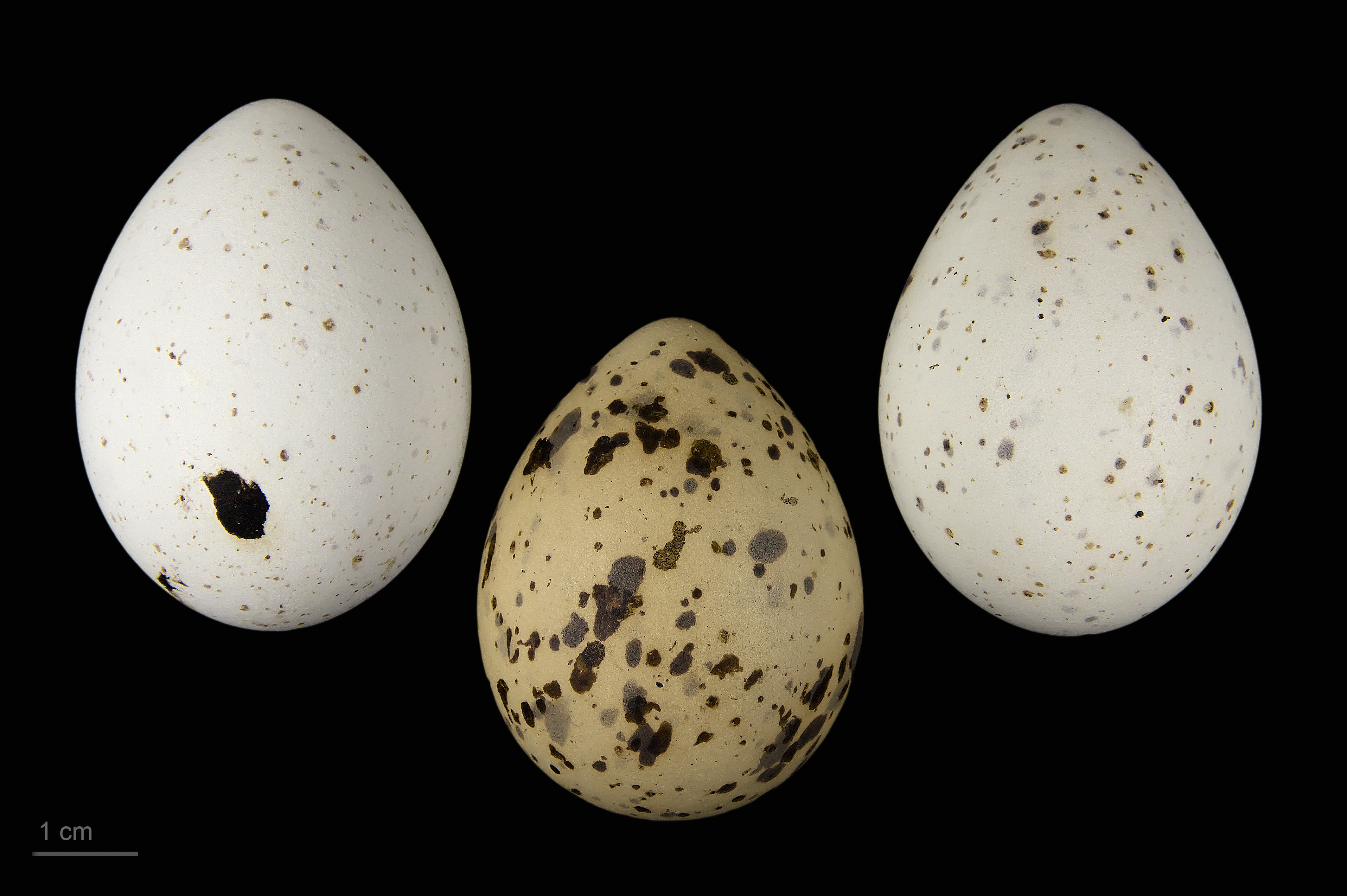
Sterna hirundo hirundo

La sterna comune cova le sue uova da maggio ad agosto lungo le coste e su isole ricoperte qua e là di scogli e sabbia, lontano dal mare la si trova nidificante in ampi greti di alcuni fiumi dell'interno. Può nidificare su zattere galleggianti, collocate anche in bacini di origine artificiale.
Il maschio seduce la femmina con un rituale di accoppiamento con un pesce nel becco. Nel nido, un cumulo sul terreno rivestito di fili d'erba o di semplici sassolini, la femmina depone da 1 a 4 uova. I due genitori riscaldano le uova per circa tre settimane finché i pulcini non escono fuori. I suoi piccoli vengono difesi con voli in picchiata. Dopo circa 4 settimane i piccoli diventano atti al volo.

## Tassonomia
Esistono 4 sottospecie:
- Sterna hirundo hirundo, presente in Nord America, Sud America, Isole atlantiche, Europa e dall'Africa alla Cina.
- Sterna hirundo tibetana, presente dalla Mongolia occidentale al Kashmir e in Tibet; sverna nell'Oceano Indiano.
- Sterna hirundo minussensis, presente dall'Asia centrale alla Mongolia settentrionale e nel Tibet meridionale; sverna nell'Oceano Indiano.
- Sterna hirundo longipennis, presente dalla Siberia nord-orientale alla Cina nord-orientale; sverna nell'area compresa tra il sud-est asiatico e l'Australia.

## Conservazione
S. hirundo è inserita nella lista rossa delle specie minacciate di estinzione redatta dall'Unione Internazionale per la Conservazione della Natura (IUCN), con lo status: Least concern (LC). Il suo nome si trova in Allegato 1 della Direttiva 79/409/CEE del 2 aprile 1979, che riguarda la tutela degli uccelli selvatici. Inoltre è presente come specie faunistica rigorosamente protetta nell'Allegato 2 della "Convenzione sulla conservazione della vita selvatica dell’ambiente naturale in Europa", adottata a Berna il 19 settembre 1979. In Italia la specie è protetta dalla Legge 11 febbraio 1992, n. 157 che contiene le "Norme per la protezione della fauna selvatica omeoterma e per il prelievo venatorio".